# Predajná
Predajná é um município da Eslováquia, situado no distrito de Brezno, na região de Banská Bystrica. Tem 23,2 km² de área e sua população em 2018 foi estimada em 1.329 habitantes.

## Demografia
| Ano:        | 1994 | 2004   | 2014   | 2024   |
| ----------- | ---- | ------ | ------ | ------ |
| Broj ljudi: | 1272 | 1384   | 1338   | 1265   |
| Razlika:    |      | +8,80% | -3,32% | -5,45% |

| Ano:               | 2023 | 2024   |
| ------------------ | ---- | ------ |
| Número de pessoas: | 1291 | 1265   |
| Diferença:         |      | -2,01% |